# Hemistropharia albocrenulata
Гемістрофарія пластівчасто-луската (Hemistropharia albocrenulata) — вид грибів, що належить до монотипового роду  Hemistropharia.

## Будова
Шапка 5 – 10 (15) см завширшки, товстом’ясиста, спочатку напівсферична, пізніше випукла, конусоподібно-дзвоникоподібна, випукло-розпростерта, з бугорком посередині, з опущеним краєм. Поверхня шапки червоно-коричнева, темно-коричнева, каштаново-бура, вологу погоду дуже слизька. Шапинка покрита великими пластівчастими, волокнисто-повстистими, нестійкими, з віком часто зникаючими коричнево-жовтими лусками, з білими залишками покривала на краю.
Гіменофор пластинчастий. Пластинки густі, прирослі, спочатку світло-сіро-лілуваті, пізніше фіолетово-сіро-бурі, зеленувато-сіро-бурі, каштаново-сіро-бурі. При пошкодженні виділяють молокоподібну рідину.
Спори іржаво-коричневі, з гладкою поверхнею, 10-13 * 5-8 мкм, веретеноподібно-овальної форми.
Циліндрична ніжка 6 – 12 см заввишки, 0,5 – 1,5 см завширшки, спочатку суцільна, пізніше порожниста. Має кільце, плівчасте, біле, настовбурчене догори, розташоване в верхній частині ніжки. Ніжка вище кільця біла, покрита борошнистим нальотом, нижче кільця коричнювата, бура, спочатку волокнисто-луската, з віком гола. 
М’якоть м’ясиста, біла, біла, гіркувата на смак, без вираженого запаху.

## Поширення та середовище існування
Зростає невеликими групами в лісах, парках, лісових насадженнях, паразитує на живих стовбурах дерев листяних та хвойних порід, на тополях та осиках, в дуплах, на пошкоджених ділянках кори, біля коріння. 

## Галерея

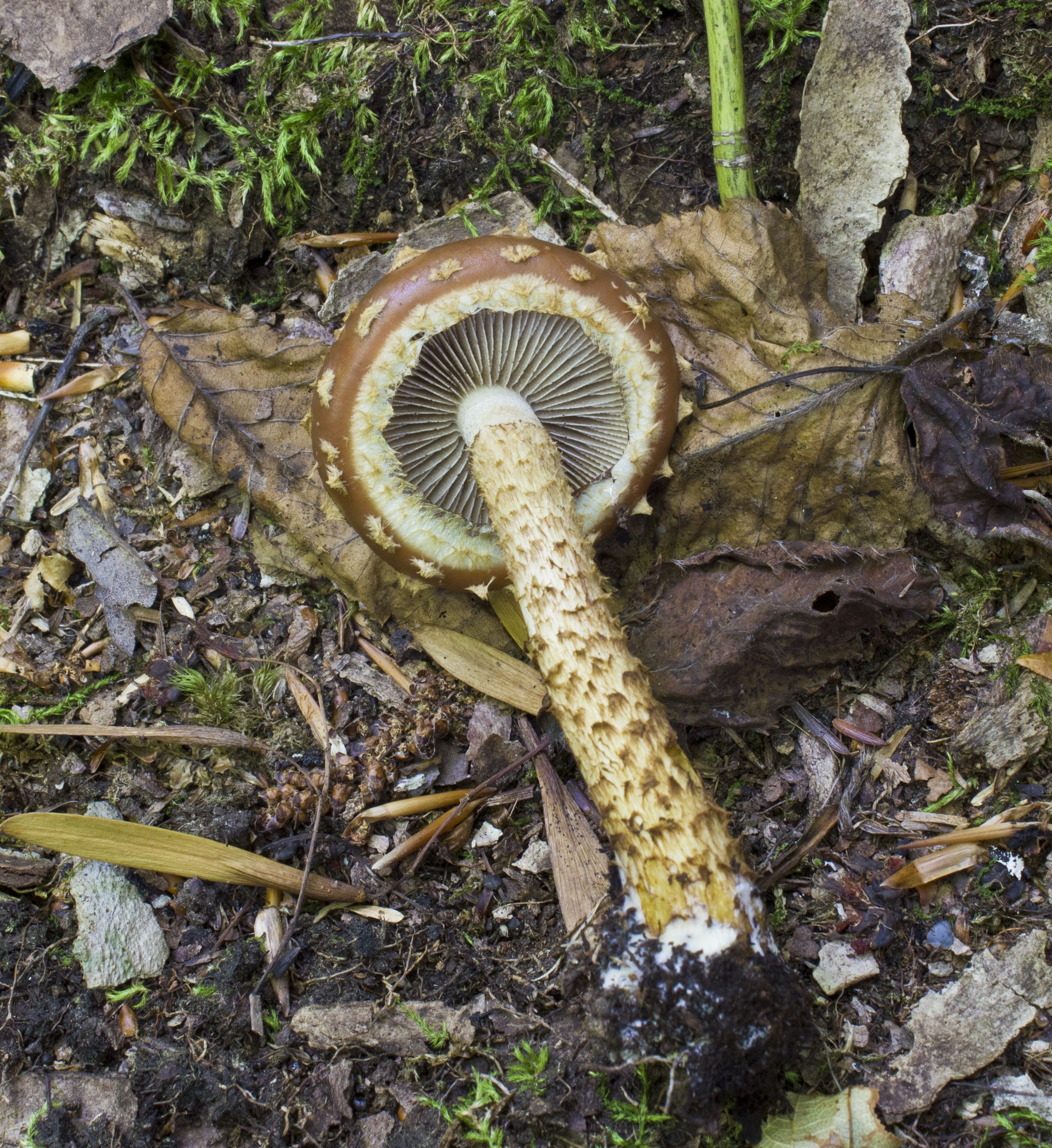
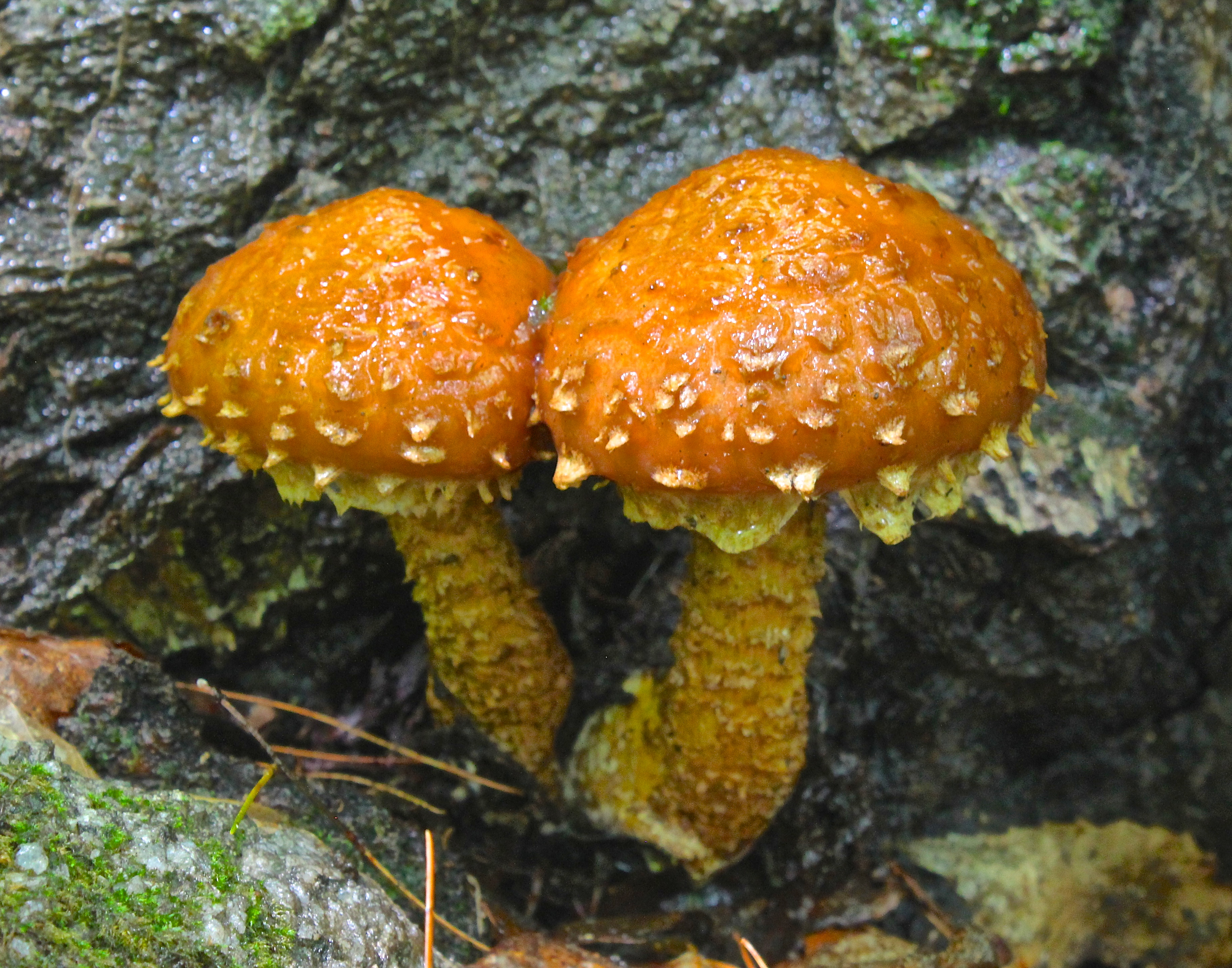

## Практичне використання
Не їстівний.